# Anna Barbara van Meerten-Schilperoort
Anna Barbara van Meerten-Schilperoort, född 1778, död 1853, var en nederländsk feminist och kvinnorättsaktivist. 
Hon började ge privatlektioner till flickor 1795, en verksamhet som gradvis utvecklades till en flickskola och så småningom kom att betraktas som en av dåtidens mest framstående skola för flickor i Nederländerna. 
Hon ansökte 1816 förgäves om att införa en utbildningskurs för kvinnliga lärare. 
1821–1835 var hon redaktör för damtidningen Penelope.
Meerten-Schilperoort bildade 1841 Nederländernas första kvinnoförening: välgörenhetsföreningen Hulpbetoon aan Eerlijke en Vlijtige Armoede.
Hon var särartsfeminist och förespråkade att kvinnor skulle göra nytta om de fick bidra till statens välfärd. 
I Amsterdam, Leiden och Zaandam finns det en gata med namnet Barbara van Meerten, och i Gouda, en med namnet Anna van Meerten.